# Уффе
Уффе́ (фр. Ouffet, валлон. Oufet / Oufèt) — коммуна в Валлонии, расположенная в провинции Льеж, округ Юи. Принадлежит Французскому языковому сообществу Бельгии. На площади 40,22 км² проживают 2529 человек (плотность населения — 63 чел./км²), из которых 50,42 % — мужчины и 49,58 % — женщины. Средний годовой доход на душу населения в 2003 году составлял 12 133 евро.
Почтовый код: 4590. Телефонный код: 086.
В отличие от большинства коммун Бельгии, у Уффе отсутствует собственный герб.